# (31553) 1999 EG2
1999 EG2 (asteroide 31553) é um asteroide da cintura principal. Possui uma excentricidade de 0.08729350 e uma inclinação de 0.48326º.
Este asteroide foi descoberto no dia 9 de março de 1999 por Spacewatch em Kitt Peak.